# Lidköping
Lidköping – miasto w Szwecji, siedziba gminy Lidköping.
Według danych szacunkowych na rok 2008 liczy 25 169 mieszkańców. Prawa miejskie otrzymało w 1446.
W mieście rozwinął się przemysł maszynowy, porcelanowy, cementowy oraz metalowy. W mieście znajduje się port lotniczy Lidköping-Hovby.